# Men I Trust
Men I Trust – kanadyjski zespół z Montrealu wykonujący muzykę z pogranicza indie-rocka i dream popu. Został założony w 2014 roku przez Jessy’ego Chirona oraz Dragosa Chiriaca. Z czasem do zespołu dołączyła także wokalistka i gitarzystka Emmanuelle (Emma) Proulx.

## Dyskografia

### Albumy
- 2014: Men I Trust
- 2015: Headroom
- 2018: 4 ever live
- 2019: Oncle Jazz
- 2021: Untourable Album
- 2025: Equus Asinus
- 2025: Equus Caballus

### Single
- 2016: Humming Man
- 2016: Lauren
- 2016: Plain View
- 2017: You Deserve This
- 2017: Tailwhip
- 2017: I Hope To Be Around[3]
- 2018: Show Me How[4]
- 2018: Seven
- 2018: Say, Can You Hear